# Malta op de Olympische Zomerspelen 1960
Malta nam deel aan de Olympische Zomerspelen 1960 in Rome, Italië. Voor het eerst in twaalf jaar was het weer aanwezig. Ook de vierde olympische deelname bleef zonder medailles.

## Deelnemers en resultaten

### Schietsport
| Olympiër     | Discipline | Resultaat | Prestatie |
| ------------ | ---------- | --------- | --------- |
| Joseph Grech | trap (m)   | 37-66e    |           |
| Wenzu Vella  | trap (m)   | 37-66e    |           |

### Wielersport
| Olympiër                                   | Discipline         | Resultaat | Prestatie      |
| ------------------------------------------ | ------------------ | --------- | -------------- |
| John Bugeja                                | wegwedstrijd (m)   | DNF       | niet gefinisht |
| Paul Camilleri                             | wegwedstrijd (m)   | 41e       | 4:20.57        |
| Joseph Polidano                            | wegwedstrijd (m)   | DNF       | niet gefinisht |
| John Bugeja Paul Camilleri Joseph Polidano | ploegentijdrit (m) | 29e       | 2:44.35,56     |

### Zeilen
| Olympiër                | Discipline | Resultaat | Prestatie                             |
| ----------------------- | ---------- | --------- | ------------------------------------- |
| Alfred Borda            | finn       | 34e       | 1314 punten: (31-24-27-20-29-DNF-31)  |
| John Ripard Paul Ripard | star       | 25e       | 1173 punten: (24-20-24-20-DSQ-DNF-14) |

### Zwemmen
| Olympiër            | Discipline          | Resultaat | Prestatie               |
| ------------------- | ------------------- | --------- | ----------------------- |
| Christopher Dowling | 100m vrije slag (m) | 51e       | serie 5: 8ste in 1.08,9 |
| Alfred Grixti       | 100m vrije slag (m) | 50e       | serie 2: 8ste in 1.07,8 |

Afghanistan · Argentinië · Australië · Bahama's · België · Bermuda · Birma · Brazilië · Brits-Guiana · Bulgarije · Canada · Ceylon · Chili · Colombia · Cuba · Denemarken · Duits eenheidsteam · Ethiopië · Fiji · Filipijnen · Finland · Frankrijk · Ghana · Griekenland · Groot-Brittannië · Haïti · Hongarije · Hongkong · Ierland · IJsland · India · Indonesië · Irak · Iran · Israël · Italië · Japan · Joegoslavië · Kenia · Libanon · Liberia · Liechtenstein · Luxemburg · Malakka · Malta · Marokko · Mexico · Monaco · Nederland · Nederlandse Antillen · Nieuw-Zeeland · Nigeria · Noorwegen · Oeganda · Oostenrijk · Pakistan · Panama · Peru · Polen · Portugal · Puerto Rico · Roemenië · San Marino · Singapore · Soedan · Sovjet-Unie · Spanje · Suriname · Taiwan · Thailand · Tsjecho-Slowakije · Tunesië · Turkije · Uruguay · Venezuela · Verenigde Arabische Republiek · Verenigde Staten · Vietnam · West-Indische Federatie · Zuid-Afrika · Zuid-Korea · Zuid-Rhodesië · Zweden · Zwitserland